# Сергеевичи (Пуховичский район)
Сергеевичи (бел. Сярге́евічы) — агрогородок в Пуховичском районе Минской области Республики Беларусь. Входит в состав Новопольского сельсовета. Население 417 человек (2009).

## География
Сергеевичи находятся в 7 км к северо-востоку от посёлка Шацк. Местность принадлежит бассейну Днепра, агрогородок стоит на южном берегу озера Сергеевское, из которого вытекает протока в реку Птичь. Южнее села — сеть мелиорационных каналов, связанных с реками Шать и Птичь. Через село проходит автодорога Шацк — Руденск.

## История
С 20 января 1960 года в Пуховичском районе. До 26 июня 2006 года Сергеевичи был центром Сергеевичского сельсовета. 
С 2006 года по 28 мая 2013 года в составе Правдинского поссовета. 
После упразднения Правдинского поссовета деревня включена в Новопольский сельсовет.
30 января 2014 года деревня Сергеевичи преобразована в агрогородок.

## Инфраструктура
- Лесничество
- Шацкая охотничье хозяйство
- База отдыха «Фаворит-гранд»
- Средняя школа
- Дом культуры
- Библиотека
- Отделение связи
- Фельдшерско-акушерский пункт

## Улицы
- Озерная улица
- Озерный переулок
- Новая улица
- Партизанская улица
- Советская улица
- Советский переулок
- Садовая улица
- Садовый переулок
- Совхозная улица
- Восточная улица
- Восточный переулок

## Культура
- Дом культуры

## Достопримечательности
- Церковь Рождества Богородицы (1990-е)
- Братская могила советских воинов и партизан

## Галерея

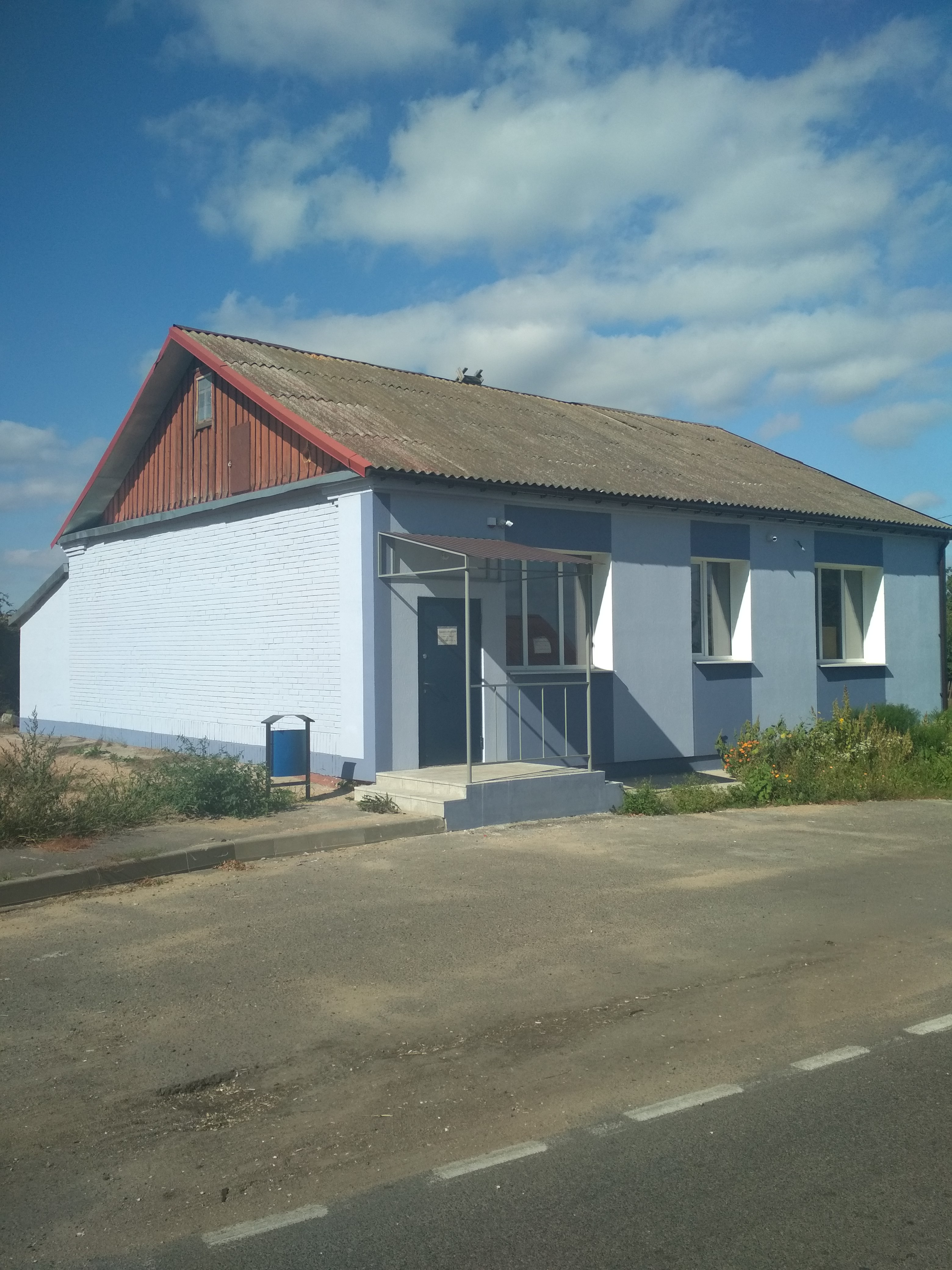
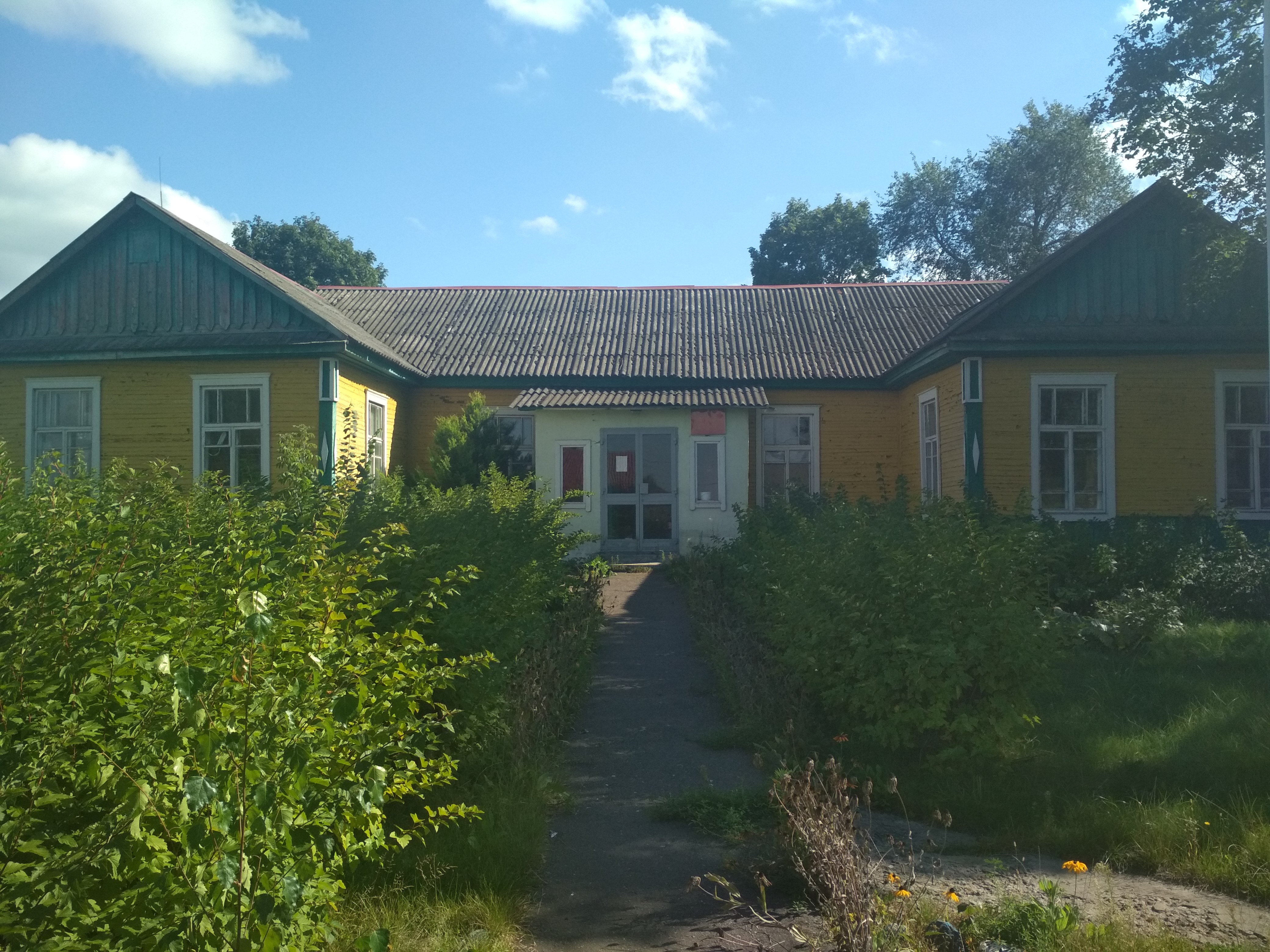
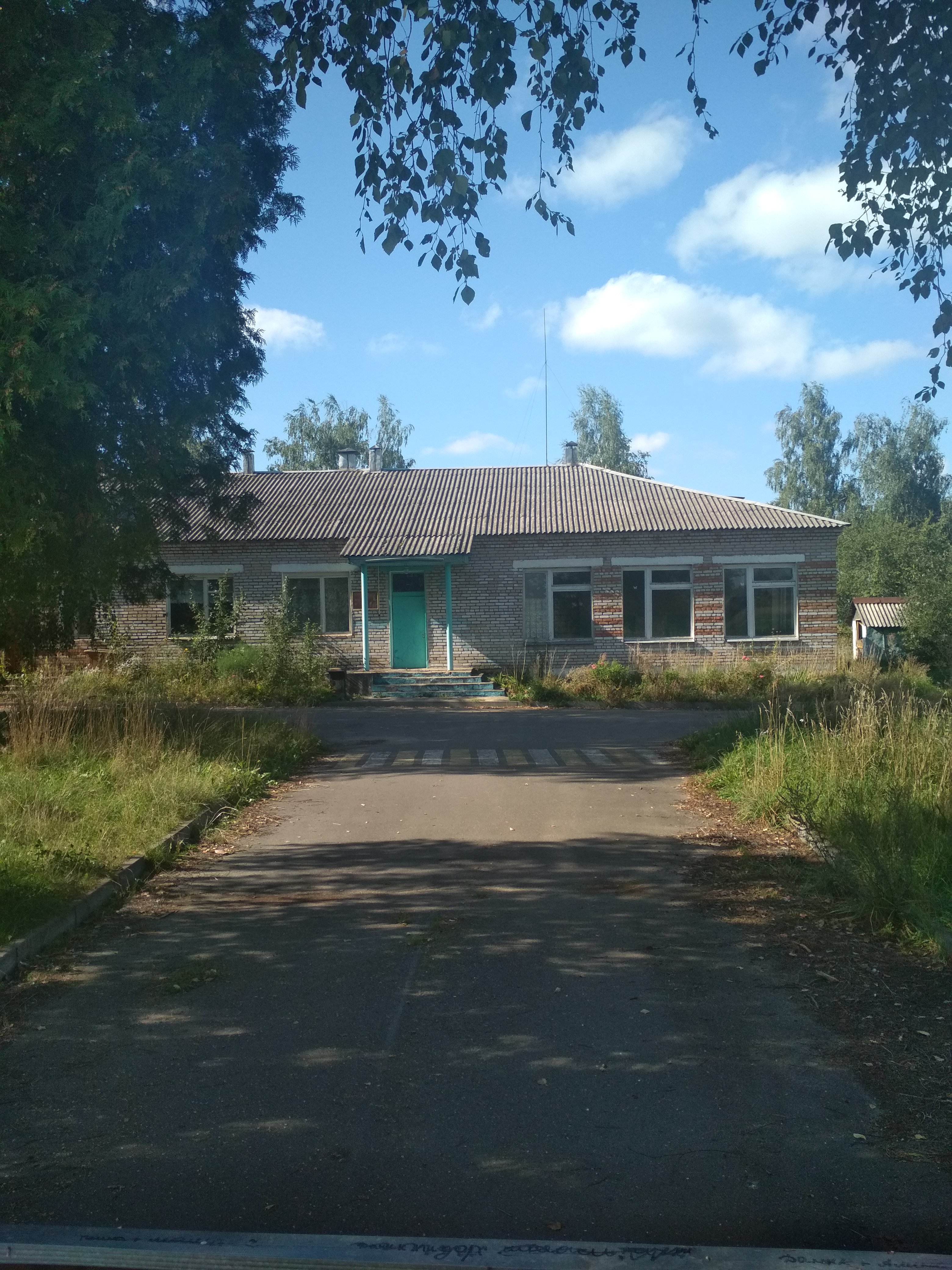
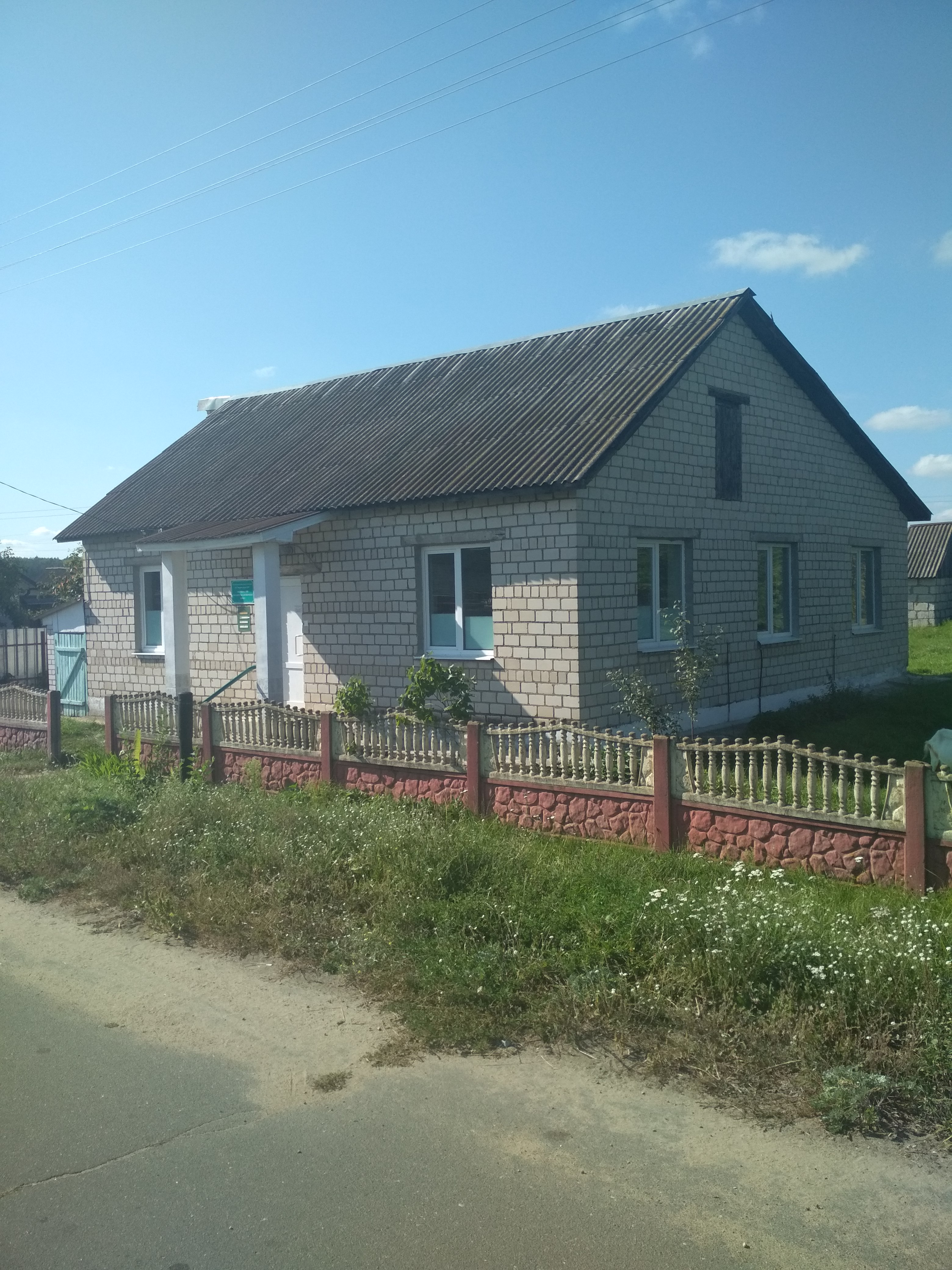
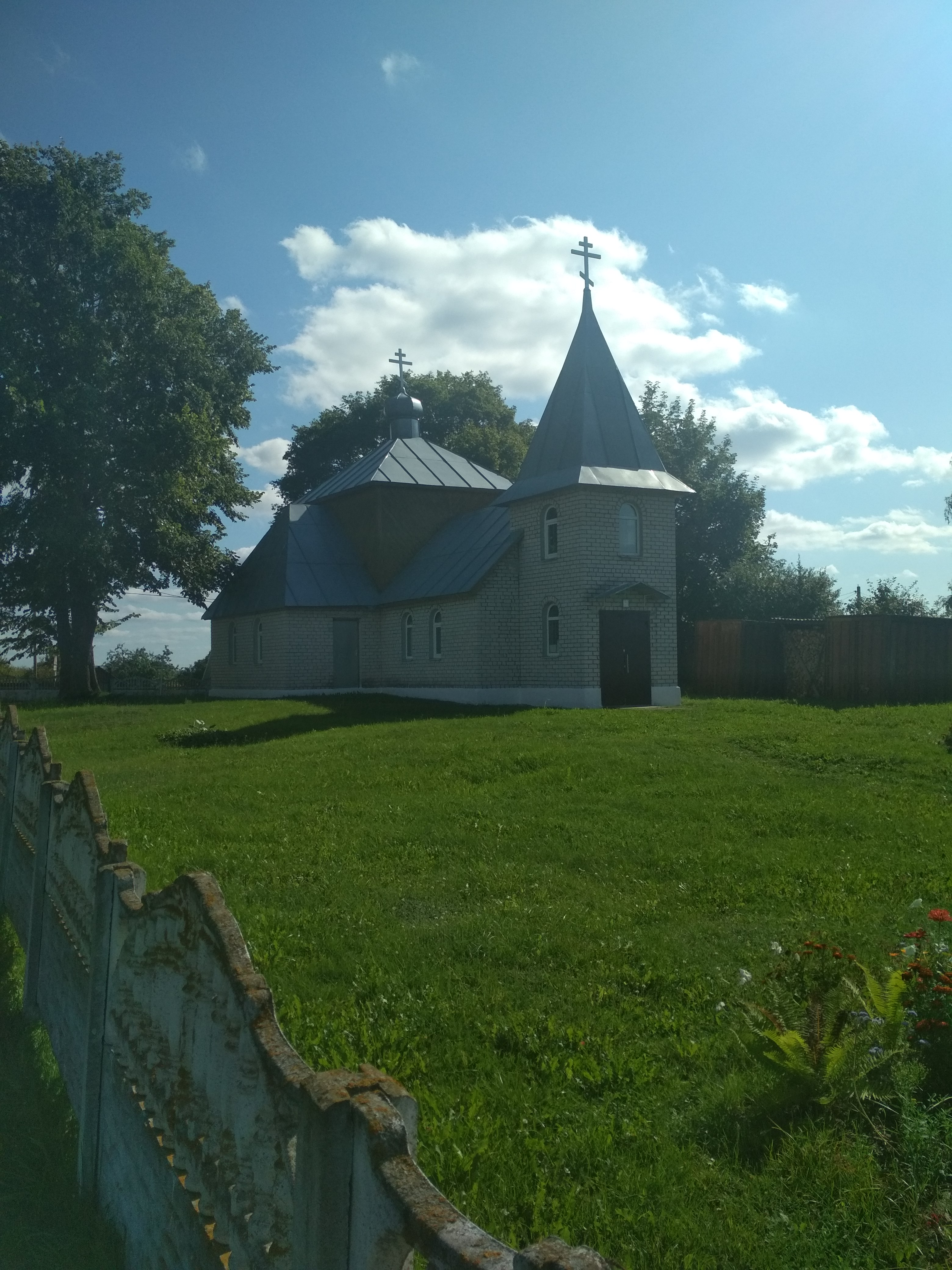
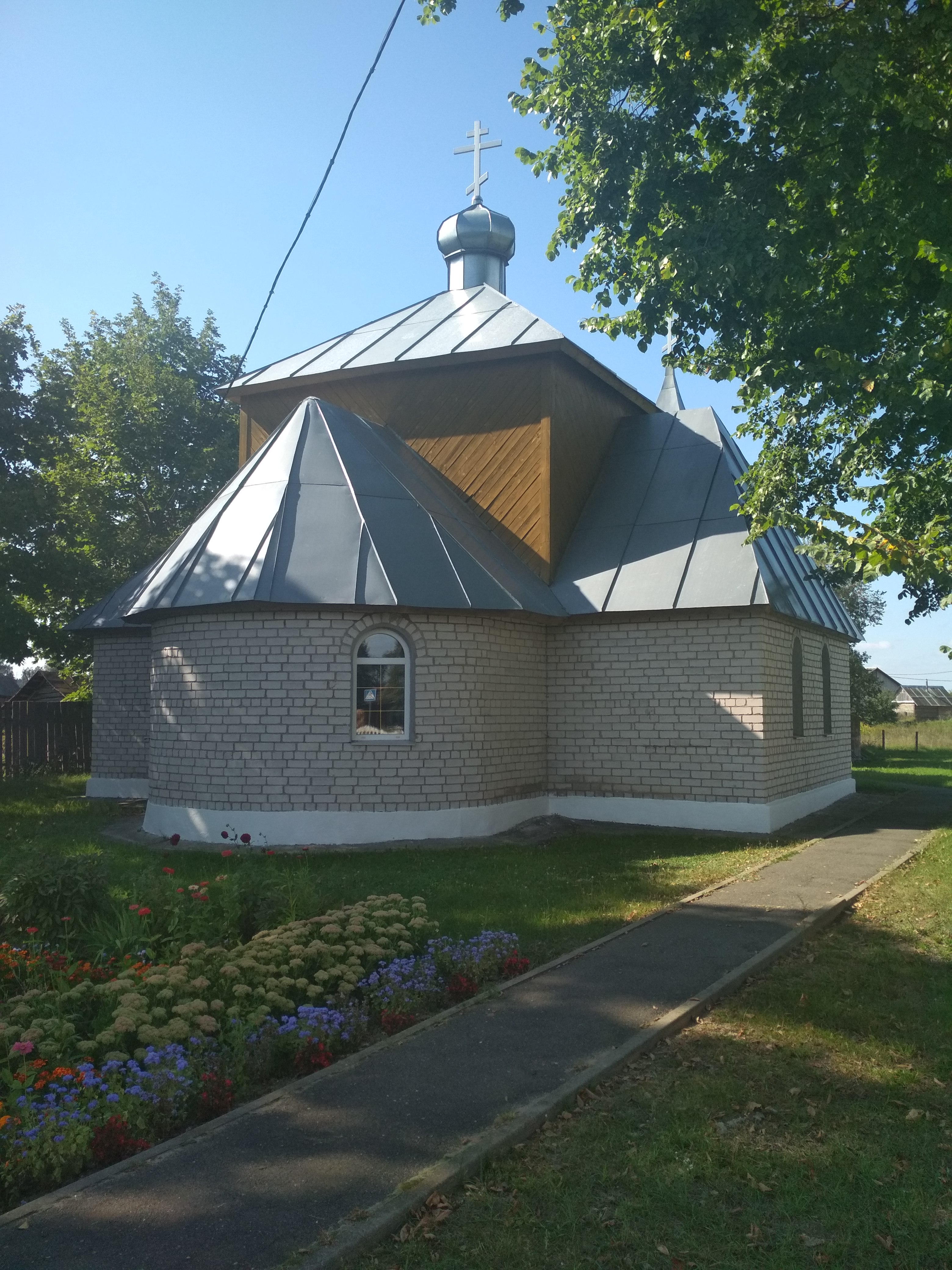
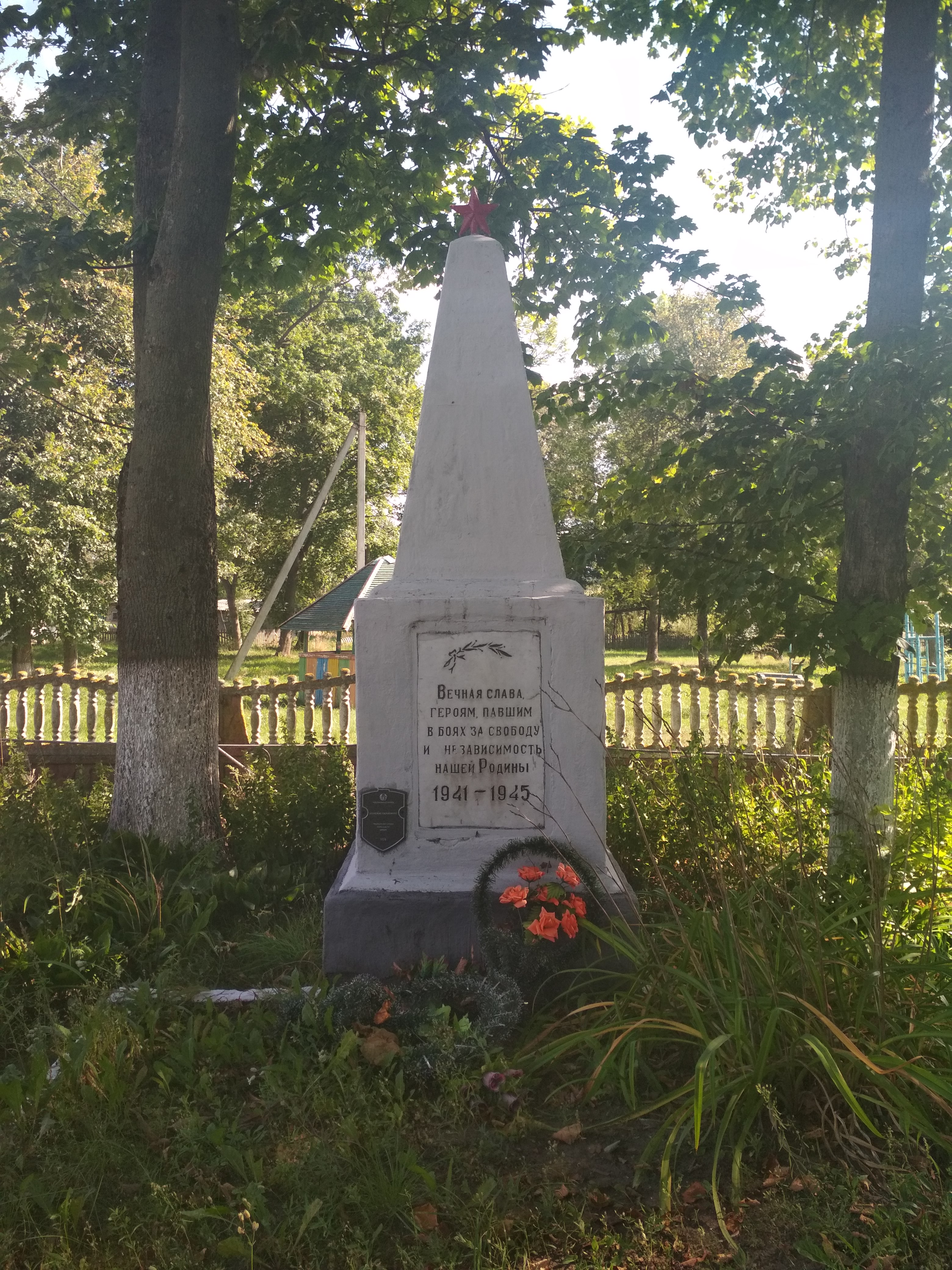

### Утраченное наследие
- Церковь Святого Георгия (1841)

## Известные лица
- Новичихина, Лидия Ивановна — белорусский травовед-врач, специалист по техническому черчению.
- Сюльжин, Василий Петрович — советский борец вольного стиля, призёр чемпионатов СССР, чемпион Европы и мира, Заслуженный мастер спорта СССР (1973).
- Юркевич, Иван Данилович — советский и белорусский ботаник, геоботаник и лесовод.
- Юркевич, Николай Григорьевич — участник Великой Отечественной войны, доктор юридических наук (1968), доцент (1959), профессор (1970), Заслуженный юрист Республики Беларусь (1996).